# Sixmilebridge
Sixmilebridge (iriska: Droíchead Abhann Ó gCearnaigh) är en ort i republiken Irland.   Den ligger i grevskapet An Clár och provinsen Munster, i den centrala delen av landet, 180 km väster om huvudstaden Dublin. Sixmilebridge ligger 12 meter över havet och antalet invånare är 2 507.
Terrängen runt Sixmilebridge är platt västerut, men österut är den kuperad. Runt Sixmilebridge är det ganska tätbefolkat, med 139 invånare per kvadratkilometer. Närmaste större samhälle är Limerick, 13,2 km sydost om Sixmilebridge. Trakten runt Sixmilebridge består i huvudsak av gräsmarker.